# Juegos Bolivarianos de 1973
Los Juegos Bolivarianos de 1973 se desarrollaron en la Ciudad de Panamá, Panamá. Luego del éxito en la organización de los Juegos Centroamericanos y del Caribe en 1970, el Comité Olímpico Panameño se postula para la organización de los bolivarianos, ganando la sede. Se utilizaron las instalaciones deportivas y la villa que fueron construidas para los centroamericanos y del Caribe. 
La Ciudad de Panamá realizó una inversión millonaria, resaltando sus atributos y bellezas, construcción de carreteras y hoteles. 

## Medallería
| Medallero Juegos Bolivarianos- Ciudad de Panamá, Panamá |           |     |       |        |       |
| diciembre de 1973                                       |           |     |       |        |       |
| Pos.                                                    | País      | Oro | Plata | Bronce | Total |
| 1                                                       | Venezuela | 73  | 63    | 57     | 193   |
| 2                                                       | Colombia  | 55  | 44    | 42     | 141   |
| 3                                                       | Panamá    | 37  | 30    | 45     | 112   |
| 4                                                       | Perú      | 21  | 35    | 32     | 88    |
| 5                                                       | Bolivia   | 0   | 4     | 5      | 9     |

| Predecesor: Maracaibo 1970 | VII Juegos Bolivarianos Ciudad de Panamá 1973 | Sucesor: La Paz 1977 |

- Datos: Q13624540